# Bahía Cachiyuyo
La bahía Cachiyuyo (52°00′S 58°32′O / -52.000, -58.533) es una entrada de mar ubicada al noroeste de la isla Bougainville, en el archipiélago de las Malvinas. Administrativamente pertenece al departamento Islas del Atlántico Sur de la provincia de Tierra del Fuego, Antártida e Islas del Atlántico Sur.
Esta bahía se encuentra en la boca del seno Choiseul,  al sudoeste de la isla del Medio y al noreste de la punta Enderby.